# Wallenberg család

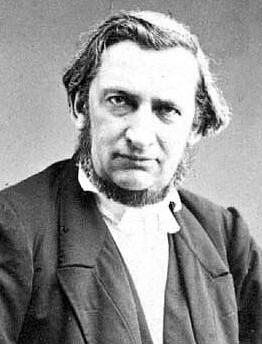
André Oscar Wallenberg a Stockholms Enskilda Bank alapítója

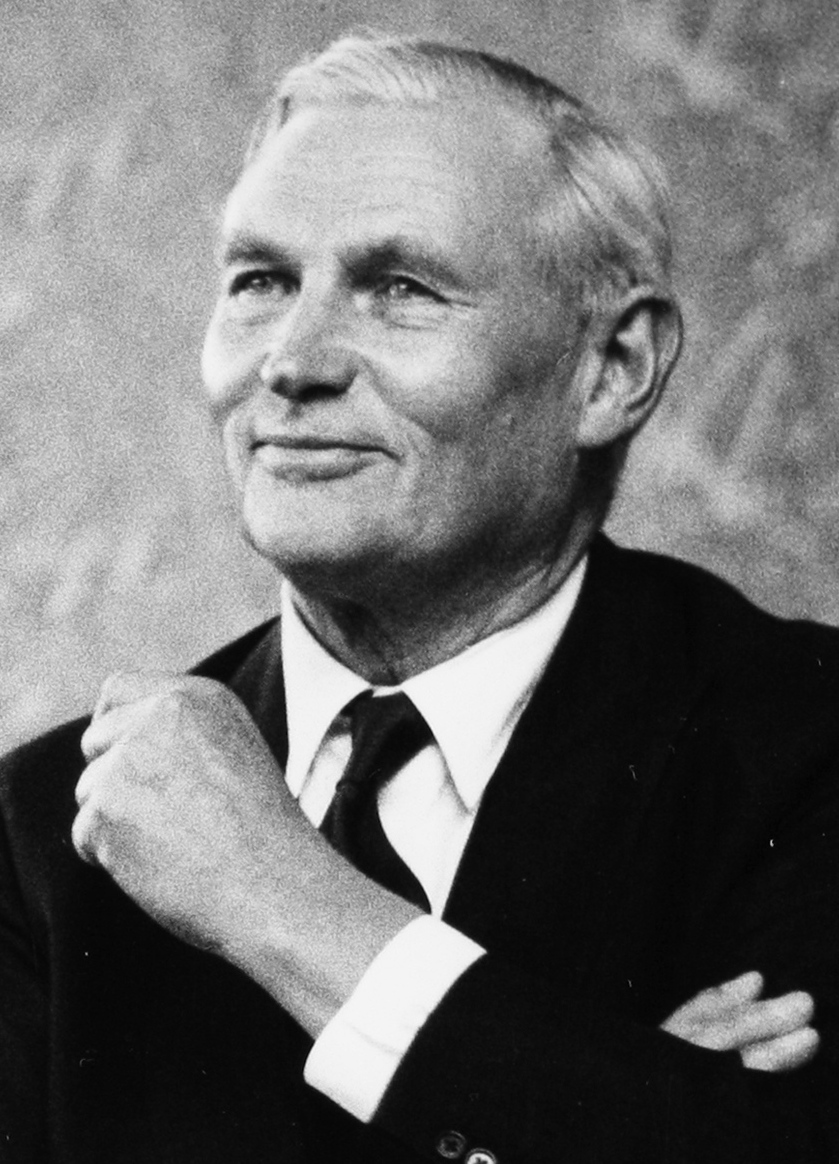
Ifj. Marcus Wallenberg

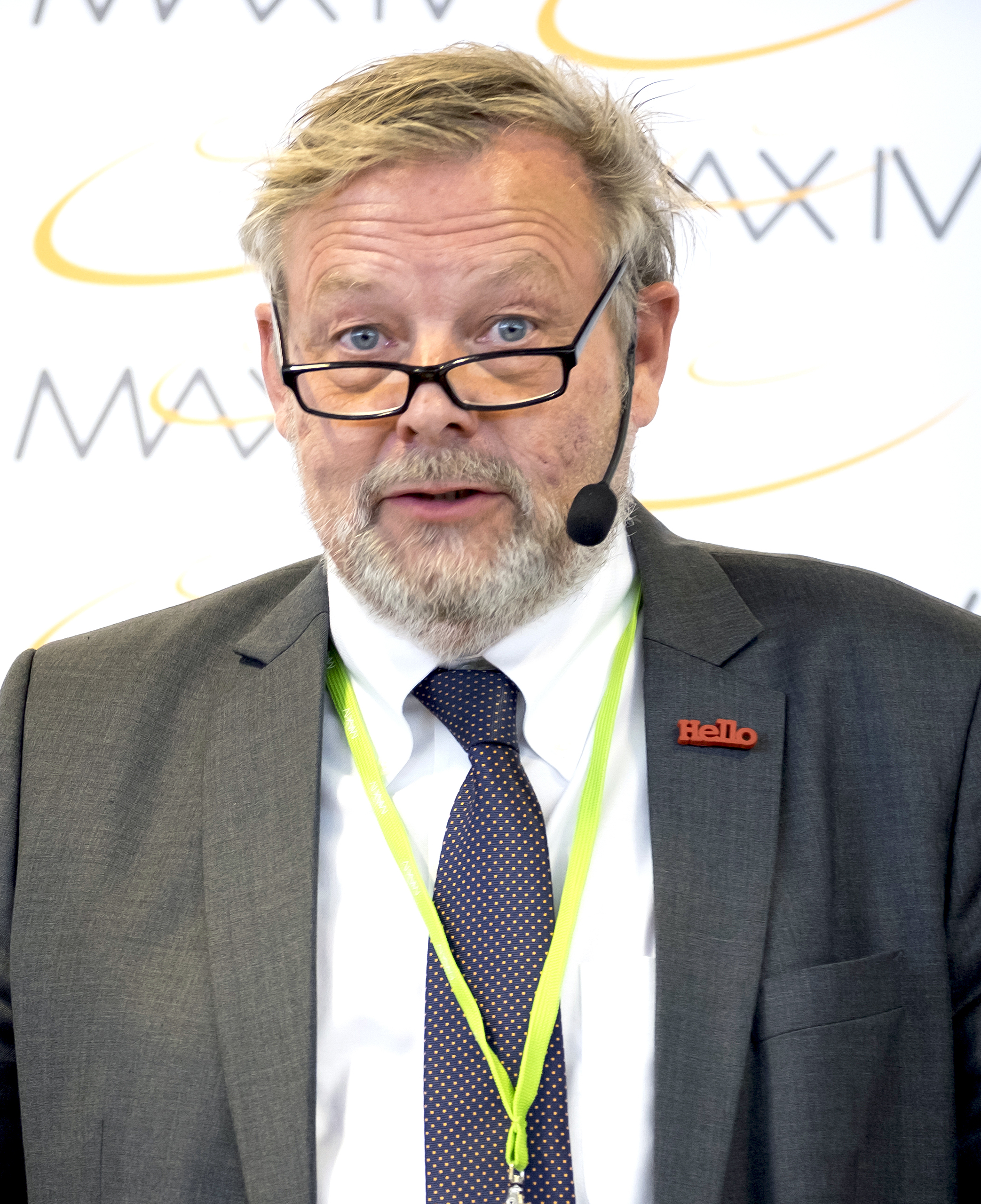
Ifj. Peter Wallenberg

A Wallenberg család Svédország egyik legbefolyásosabb és leggazdagabb bankár- és nagyiparosdinasztiája, tagjai között megtalálhatók neves közéleti személyek, politikusok, diplomaták. A család jelen van a legnagyobb svéd iparvállalatokban, többek közt az EQT AB, Ericsson, Electrolux, ABB, SAS Group, SKF, Atlas Copco, Saab. Az 1970-es években a Wallenberg cégbirodalom a svéd ipar munkaerejének 40%-át foglalkoztatta, a stockholmi tőzsde összértékének 40%-át képviselte. A Wallenberg vállalkozások zászlóshajója az Investor AB, melynek piaci kapitalizációja 2022-es adatok szerint körülbelül 60 milliárd dollár volt. A család 16 alapítványán keresztül jelentős filantróp  szerepet is vállal.
A dinasztia egyik híres tagja Raoul Wallenberg, aki a második világháború alatt svéd diplomataként 1944 júliusa és decembere között Budapesten több mint tízezer zsidó ember életét mentette meg svéd védőútlevelekkel.

## Családtörténet
A család legrégebbi ismert tagja Per Hansson (1670–1741) volt, aki Kerstin Jacobsdotter Schuuttal (1671–1752) kötött házasságot. Fiuk, Jakob Persson Wallberg (1699–1758) kétszer nősült, az első házasságból született gyerekei a Wallberg nevet használták, a másodikból születettek a Wallenberget. Jakob Persson Wallberg volt az üknagyapja a bankalapító, azaz az 1856-ban a Stockholms Enskilda Bankot létrehozó André Oscar Wallenbergnek.
- André Oscar Wallenberg (1816–1886); a Stockholms Enskilda Bank alapítója, haláláig a vezérigazgatója. Marcus Wallenberg püspök fia, tengerésztiszt, újság-, iparmágnás és politikus. 1837-ben ellátogatott az Egyesült Államokba, ahol érdekeltté vált a bankszakmában. Az 1856-ban Svédországban általa alapított Stockholms Enskilda Bank volt a jelenlegi Skandinaviska Enskilda Bank elődje. Két házasságából 21 gyereke született.[5]
  - Knut Agathon Wallenberg (1853–1938); André Oscar Wallenberg első házasságából született fia, bankár és politikus, a Wallenberg dinasztia második generációs tagjaként 1886-ban vette át a Stockholms Enskilda Bank vezetését. A politikai és a diplomáciai életben is aktív volt, 1907 és 1919 között a svéd Felsőház tagjaként parlamenti képviselő, 1914 és 1917 között Svédország külügyminisztere. 1909-ben támogatásával megszületett a Stockholmi Gazdasági Főiskola, 1917-ben feleségével létrehozta az egyik első Wallenberg-alapítványt, a Knut and Alice Wallenberg Foundation-t (KAW) a svéd oktatás és tudományos kutatások támogatására. 1916-ban megalapította a Wallenberg család befektetési vállalatát, az Investor AB-t, mely jelenleg is a Wallenberg-birodalom holding cégeként működik. Alapításának hátterében egy Svédországban 1916-ban elfogadott törvény állt, mely bankoknak megnehezítette az iparvállalatokban a részvények hosszútávú birtoklásával történő tulajdonosi jelenlétet. Az 1912-ben létrehozott befektetési bank, a brit és skandináv érdekeltségű British Bank of Northern Commerce (Brit Északi Kereskedelmi Bank) alapítói között is – Stockholms Enskilda Bankon keresztül – jelen volt. Házasságából nem született gyerek.
  - Gustaf Wallenberg (1863–1937); André Oscar Wallenberg fia, diplomata, Svédország nagykövete volt Tokióban, Konstantinápolyban és Szófiában.
    - Raoul Oscar Wallenberg (1888–1912); Gustaf Wallenberg fia, hadihajó-tiszt, rákban halt meg három hónappal fia, Raoul születése előtt.
      - Raoul Wallenberg (1912. augusztus 4.– ?); Raoul Oscar Wallenberg fia, építész, üzletember, diplomata. Építész diplomája megszerzése után üzletember, 1944-ben svéd követségi titkár Budapesten, védőútlevelek kiállításával, embermentő akciókban 1945 januárjáig több mint tízezer ember életét mentette. 1945-ben a Szovjetunióba hurcolták, halála dátuma, körülményei ismeretlenek.[6]

  - id. Marcus Wallenberg (1864–1943); André Oscar Wallenberg fia, nagyiparos és bankár. Miután 1911-ben féltestvére, Knut Agathon Wallenberg a Stockholms Enskilda Bank elnöki posztját kapta meg, átvette a bank irányítását a vezérigazgatói székben, id. Marcus Wallenberg a következő kiemelt fontosságú vállalatokkal foglalkozott: ASEA, Ericsson, Papyrus AB, Stora Kopparbergs Bergslag, SAS, SAAB, Scania-Vabis és Skandia. 1916-tól id. Marcus Wallenberg a két és többoldalú nemzetközi diplomáciában és döntőbíráskodásban is részt vett; legfőképp egy életbevágó kereskedelmi egyezményben 1916-1918-ban, amely Anglia és Svédország között született. 1938-ban, Knut Agathon Wallenberg halála után a bank elnöke lett.
    - id. Jacob Wallenberg (1892–1980); id. Marcus Wallenberg legidősebb fia, hadihajó-tiszt, bankár, nagyiparos és diplomata. 1927-ben lett a bank vezérigazgatója, 1938-ban, Knut Agathon Wallenberg halála után az igazgatótanács elnöke.  A második világháborúban a Német Birodalom fő vasérc, és katonai felszereltség beszállítója.
    - ifj. Marcus Wallenberg (1899–1982); id. Marcus Wallenberg fia, nagyiparos, bankár és diplomata. 1927-től a Stockholms Enskilda Bank igazgatótanácsának tagja és vezérigazgatóhelyettese, 1946–1958 a bank irányítója a vezérigazgatói poszton, 1958-tól a bank alelnöke 1969-ig, 1971-ig elnöke. 1939-től 1943-ig a Svéd-Brit Kormányközi Bizottság elnöke, 1943-tól a Svéd-Brit-Amerikai Kormányközi Bizottság tagja. A II. világháborúban felépítette a kereskedelmi kapcsolatot Svédország és Anglia között, míg fivére, Jacob a németekkel kötötte meg a kereskedelmi szerződéseket. A Knut and Alice Wallenberg Foundation és a Nobel Alapítvány vezetőségének tagja.[7] A Stockholms Enskilda Bank és a rivális Skandinaviska Banken egybeolvadását 1971-ben hozta össze, a bankóriás 1972-ben Skandinaviska Enskilda Banken néven indult. 1977-ben az Investor AB elnöke lett.[8]
      - Marc Wallenberg (1924–1971); ifj. Marcus Wallenberg fia, a Wallenberg dinasztia negyedik generációs tagjaként 1953-ban lépett a családi bankba az igazgatótanács tagjaként, 1956-ban vezérigazgatóhelyettese, 1958-ban vezérigazgatója egészen 1971-ben bekövetkezett haláláig. Vélekedések szerint öngyilkosságához az apa által újonnan alakított Skandinaviska Enskilda Banken létrehozása körüli küzdelmek vezethettek. 1971-ben bekövetkezett halálakor 67 cég felügyelőbizottságának volt tagja.[9]
        - Marcus Wallenberg (1956–); Marc Wallenberg fia. Édesapja öngyilkossága miatt nagyszülei nevelték. Nagyapja már gyermekkorában magával vitte a Világbank üléseire. Közgazdasági tanulmányait a Georgetown Egyetemen végezte 1980-ban. 1982-ben megörökölte a Wallenberg család első embere címét jelképező családi ereklyét, egy püspöki kelyhet. 2006–2008 az 1919-ben alapított párizsi székhelyű Nemzetközi Kereskedelmi Kamara (International Chamber of Commerce) szervezet elnöke,[10] melynek tagságát több mint 130 ország nemzeti bizottsága,  kamarák, magánvállalatok, bankok és üzletemberek alkotják. A Skandinaviska Enskilda Banken, az Electrolux, az Ericsson, az LKAB, az AstraZeneca, a Stora Enso, a Saab és a Knut and Alice Wallenberg Foundation igazgatótanácsának tagja. 2012–2015 az Investor AB igazgatótanácsának tagja, 2015– alelnöke.[11]

      - id. Peter Wallenberg (1926–2015);[12] ifj. Marcus Wallenberg kisebb fia, 1949-ben jogi doktorátust szerzett. Hosszú időn keresztül apja árnyékában maradt, csak 1982-ben bekövetkezett halála után vált a Wallenberg-birodalom jelentős szereplőjévé. 10 éven át az Investor AB elnöke, a család három befektetési vállalkozása, az Investor AB, a Providentia és az Export Invest egybeolvasztásával annak nemzetközi kereteit szélesítette.
        - Jacob Wallenberg (1956–); id. Peter Wallenberg fia, 1998-ban az Investor AB igazgatója, 1999–2005 alelnöke, 2005– elnöke.[13]
        - ifj. Peter Wallenberg (1959–); id. Peter Wallenberg fia. Nyolc Wallenberg-alapítvány elnöke, számos ágazatban tevékeny, köztük a gépiparban, a magántőke- és a szállodaiparban, az Atlas Copco, a Scania és az EQT igazgatójaként, valamint a Grand Hôtel Stockholm igazgatótanácsának elnökeként.

  - Axel Wallenberg (1874–1963); André Oscar Wallenberg fia, nagyiparos és diplomata, Svédország washingtoni nagykövete volt 1921 és 1926 között.
    - Gustaf Wally (1905–1966); Axel Wallenberg fia, táncművész, színész és színház igazgató.[14]

## Modern üzleti világ
Bár a család a világ üzleti életének egyik legjelentősebb szereplője, mégis kevésbé ismerik, mivel mottója: "Esse, non Videri" (latin) "Jelen lenni, mintsem látszani”. A Wallenberg üzleti világot Wallenberg-szféraként is említik, melyet befektetési vállalkozó cégük, az Investor AB kapcsol össze.

## Wallenberg cégek
- Investor AB, de facto konglomerátum, különböző iparágakban működő vállalatokban tulajdonos szerte a világban. Érdekeltségébe tartozó vállalatok világszerte 800 ezer embert foglalkoztatnak, évi 100 milliárd dollár körüli bevételt ér el. Az Investor csoport olyan óriáscégekben bír meghatározó tulajdonrésszel mint az Electrolux, a Stora Enzo vagy az SKF.
- AstraZeneca, a világ egyik vezető gyógyszergyártója, 2015-ös bevétele 24,7 milliárd amerikai dollár volt.
- SEB (Skandinaviska Enskilda Banken), a második legjelentősebb kereskedelmi bank Svédországban, 2015-ös bevétele 44,1 milliárd svéd korona volt.
- Ericsson, információs és kommunikációs technológiai rendszereket gyárt, a világ egyik legnagyobb, mobil kommunikációs hálózati berendezéseket gyártó cége, 2015-ös bevétele 246,9 milliárd svéd korona volt.
- Electrolux, a világ vezető háztartási gépgyártó vállalata, 2015-ös bevétele 123,5 milliárd svéd korona volt.
- Scania teherautógyár, a tehergépkocsigyártás egyik legnyereségesebb vállalata a világon, 2014-es bevétele 92,0 milliárd svéd korona volt.
- Stora Enso, a második legnagyobb európai papírgyár, 2015-ös bevétele 10,0 milliárd euró volt.
- SKF, golyóscsapágy-gyártó cég, 2015-ös bevétele 76,0 milliárd svéd korona volt.
- Atlas Copco, kompresszor-, bányagép- és szerszámgépgyártó cég, 2015-ös bevétele 102,1 milliárd svéd korona volt.

## Galéria

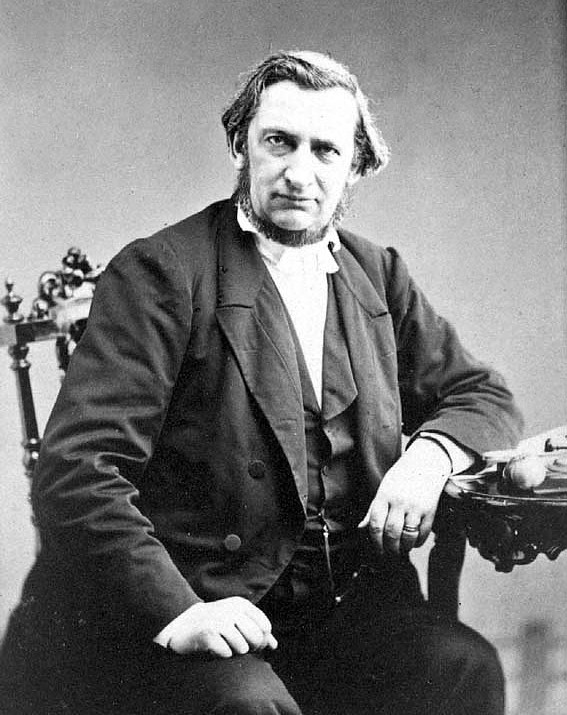
André Oscar Wallenberg (1816–1886)
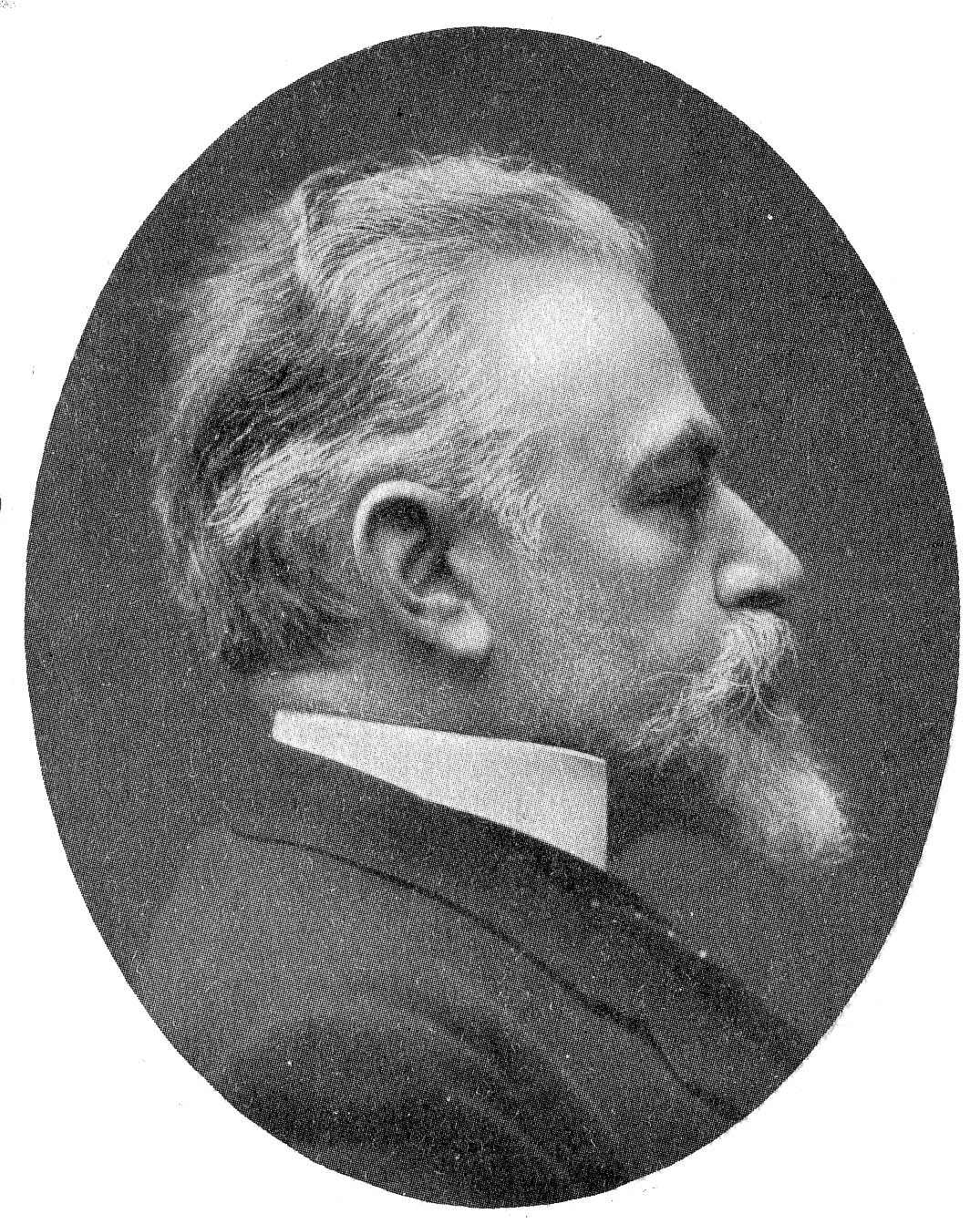
Knut Agathon Wallenberg (1853–1938)
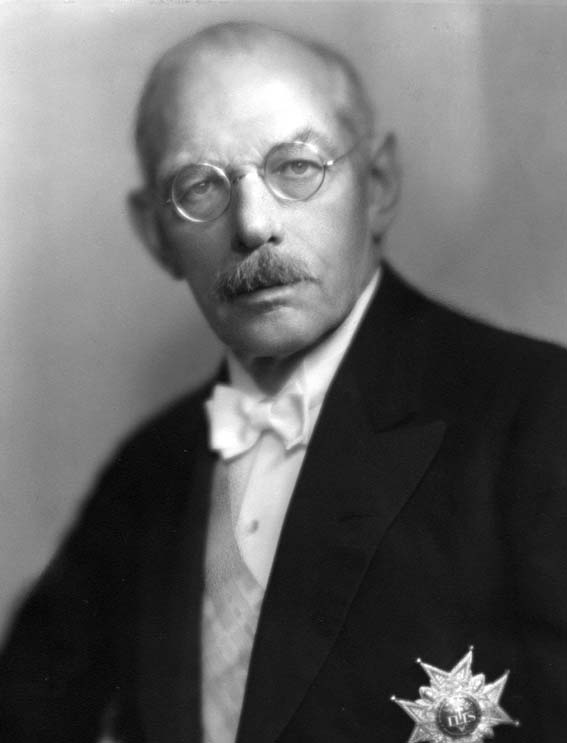
id. Marcus Wallenberg (1864–1943)
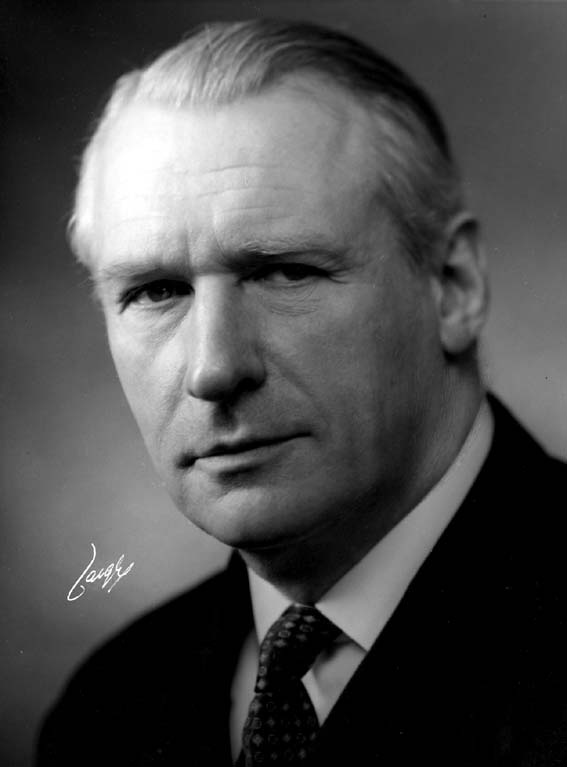
Jacob Wallenberg (1892–1980)
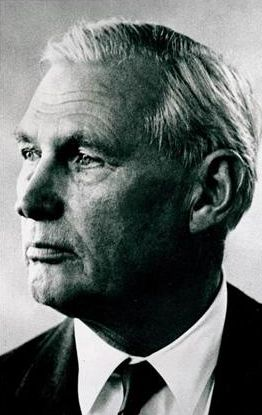
ifj. Marcus Wallenberg (1899–1982)
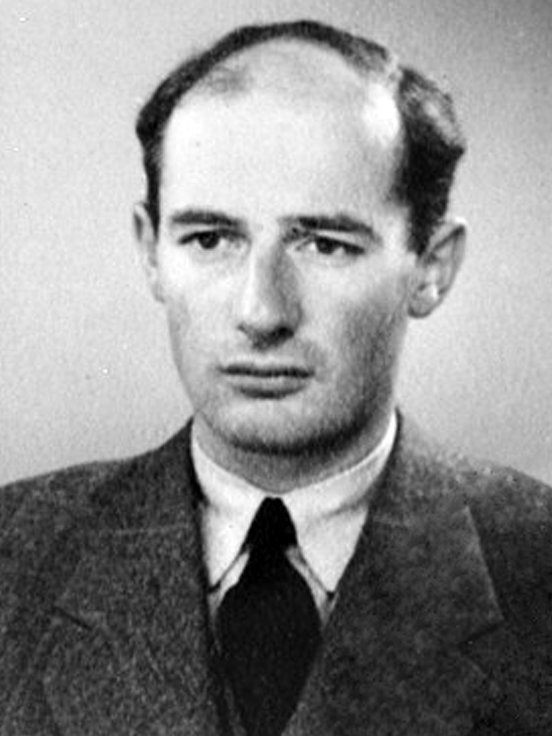
Raoul Wallenberg (1912–c.1947)
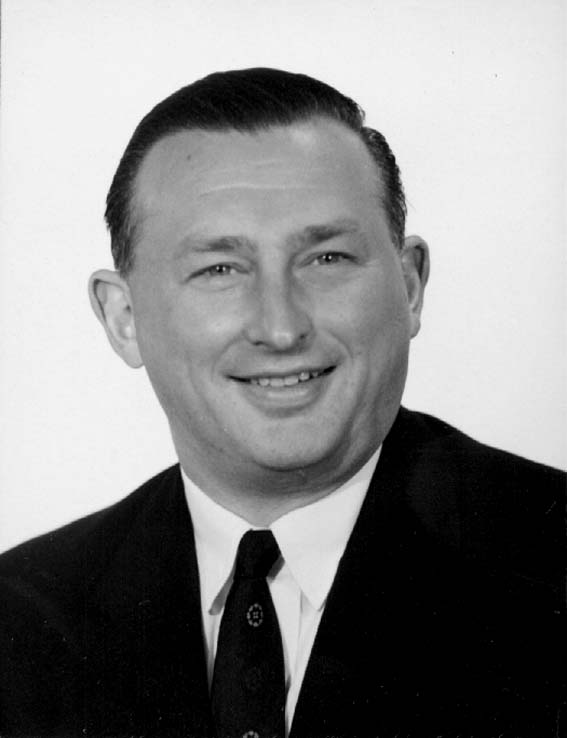
Marc Wallenberg (1924–1971)
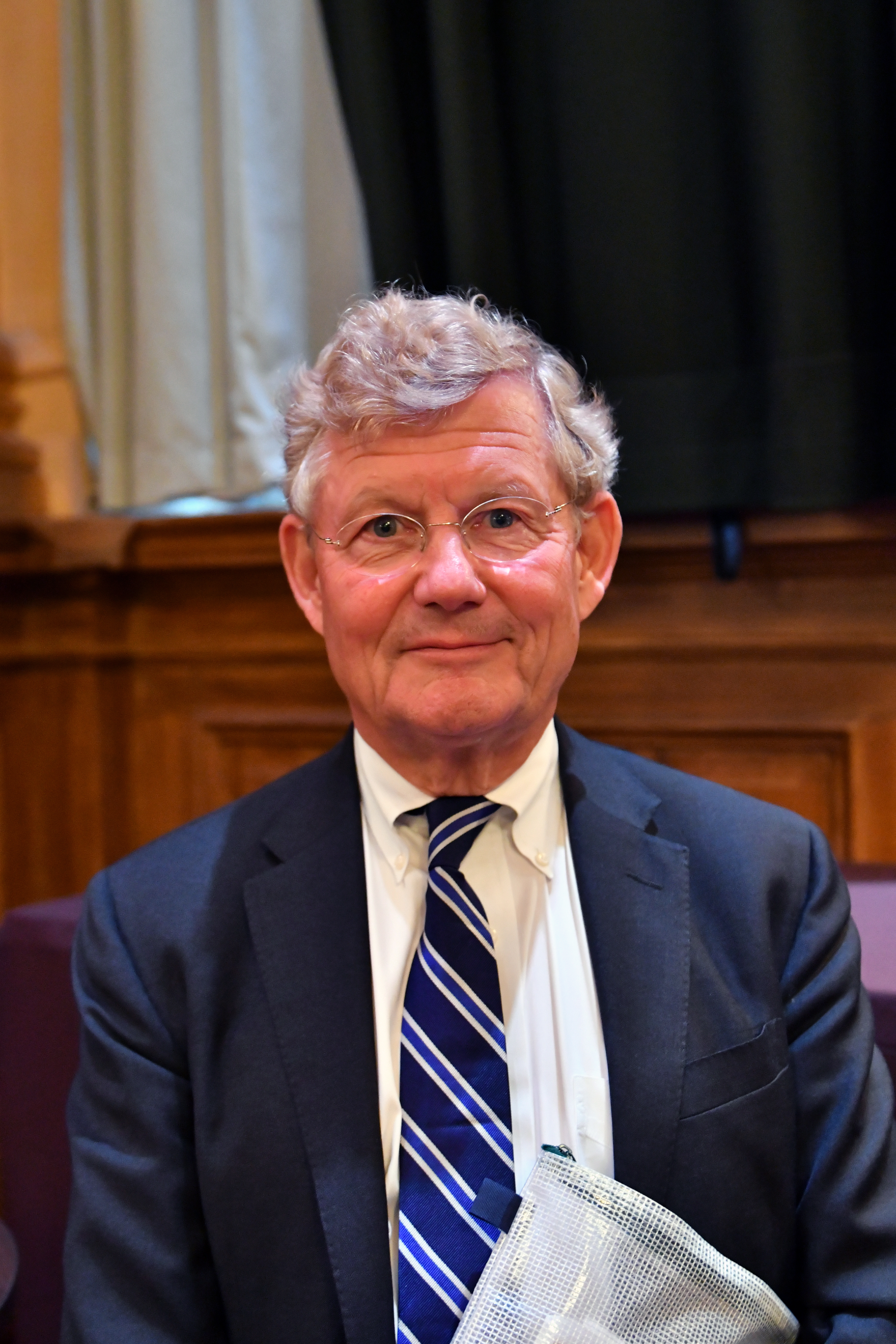
Jacob Wallenberg (1956–)
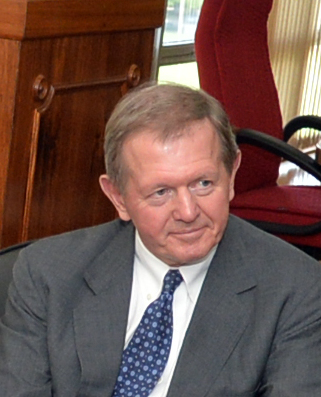
Marcus Wallenberg (1956–)

### Magyar
- Interjú Marcus Wallenberggel
- Az ICC jelenlegi elnöke Marcus Wallenberg
- Investor AB
- Wallenberg.hu

### Idegennyelvű
- Swedish business dynasty rejects change
- Wallenberg family and the Reichsbank
- Largestcompanies – The Largest Companies in the Nordic Countries
- Bladh, Mats (2002). „Göran B Nilsson: Grundaren” (svéd nyelven). Ekonomisk Debatt 30. (Hozzáférés: 2022. június 16.)
- Vem är det: svensk biografisk handbok. 1977 (svéd nyelven). Stockholm: Norstedt (1976). ISBN 91-1-766022-X
- Vem är det: svensk biografisk handbok. 1969 (svéd nyelven). Stockholm: Norstedt (1968. március 15.)
- LeBor, A.: Hitler's Secret Bankers. 1997 (205)